# الظهار (المحويت)

تعديل مصدري - تعديل

الظهار هي إحدى قرى عزلة قبلة خديف بمديرية المحويت التابعة لمحافظة المحويت، بلغ تعداد سكانها 474 نسمة حسب تعداد اليمن لعام 2004.